# Couture, Charente

Couture este o comună în departamentul Charente, Franța. În 1 ianuarie 2022 avea o populație de 173 de locuitori.